# 北野新町
北野新町（きたのしんまち）は、埼玉県所沢市の町名。現行行政地名は北野新町一丁目及び北野新町二丁目。郵便番号は359-1155。

## 地理
所沢市内の北西部、小手指地区に所属する。西武池袋線小手指駅西方に位置し、小手指町、小手指元町、北野、三ヶ島、若狭と隣接する。町境の北端は西武池袋線の線路に接し、南端には所沢入間バイパスが通っている。町内は東側に1丁目、西側に2丁目が設置されており、町域内を西から東に砂川堀が流れている。

### 河川
- 砂川堀

橋梁
- 「誓詞橋（せいしがはし）」 ほか

橋の名は新田義貞が鎌倉攻めの進軍中にこの橋で誓いを立てたことに由来する。かつては、旧青梅街道と鎌倉街道と砂川が交差する交通の要衝で、石造りの橋（長二間巾六尺と記録されている）が架かっていた。この石橋周辺は明治初期頃まで賑わい、今日では国道が通り交差点付近に石橋供養塔などの碑が遺されている。

## 世帯数と人口
2017年（平成29年）9月30日現在の世帯数と人口は以下の通りである。
| 丁目           | 世帯数  | 人口  |
| -------------- | ------- | ----- |
| 北野新町一丁目 | 81世帯  | 204人 |
| 北野新町二丁目 | 28世帯  | 70人  |
| 計             | 109世帯 | 274人 |

## 小・中学校の学区
市立小・中学校に通う場合、学区は以下の通りとなる。
| 丁目           | 番地 | 小学校             | 中学校             |
| -------------- | ---- | ------------------ | ------------------ |
| 北野新町一丁目 | 全域 | 所沢市立北野小学校 | 所沢市立北野中学校 |
| 北野新町二丁目 | 全域 | 所沢市立北野小学校 | 所沢市立北野中学校 |

## 交通

### 鉄道
- 西武鉄道西武池袋線 - 町内に駅は無く、最寄駅は同線小手指駅（南口より西に約800 m）

### バス
- 地内のバス停は、「国立病院前」・「誓詞橋」・「こてさし荘」（西武バス ）

### 道路
- 国道463号所沢入間バイパス

交差点
- 「小手指ヶ原」
- 「所沢西高入口」
- 「誓詞橋」
- 「西埼玉中央病院」

## 施設
教育
- 埼玉県立所沢西高等学校

公共
- 国立病院機構西埼玉中央病院（敷地一部）

寺社
- 実在寺小手指別院

## 脚註
1. 1 2  “最新の人口について”.   所沢市 (2017年10月17日). 2017年10月20日閲覧。
2. 1 2  “郵便番号”.  日本郵便. 2017年10月20日閲覧。
3. ↑  “市外局番の一覧”.   総務省. 2017年5月29日閲覧。
4. ↑  所沢市公式「防災ガイド Archived 2011年3月15日, at the Wayback Machine.・避難所マップ（小手指地区マップ）」 (PDF)  2012年4月閲覧
5. ↑  周辺の畑に「誓詞橋の大こぶし」と呼ばれる辛夷（コブシ）の大樹が立っている。-ところざわ百選54.砂川堀の大こぶし 2012年4月閲覧
6. ↑  “住所別通学区域一覧表”.   所沢市. 2017年10月20日閲覧。